# Didier de La Cour
Didier de La Cour (Montzéville, dezembro de 1550 - Verdun, 14 de novembro de 1623) foi um Abade francês, reformador da Ordem de São Bento e iniciador da Congregação de São Vanne ou Congregação de São Vanne e Santo Hidolfo às vezes chamada de Vanistas, um movimento reformador beneditino centrado em Lorena.
A congregação foi estabelecida oficialmente em 1604 por iniciativa de Didier de La Cour, prior e abade da Abadia de São Vanne, próximo a Verdun (Mosa), reformador católico. A Abadia de Santo Hidolfo ou St. Hydulphe em Moyenmoutier foi segundo centro da reforma.